# Villa Carola (Radebeul)
Die Villa Carola liegt in der Clara-Zetkin-Straße 20 im Ursprungsstadtteil der sächsischen Stadt Radebeul. Sie wurde 1902/1903 nach Plänen des Architekten Carl Käfer errichtet.

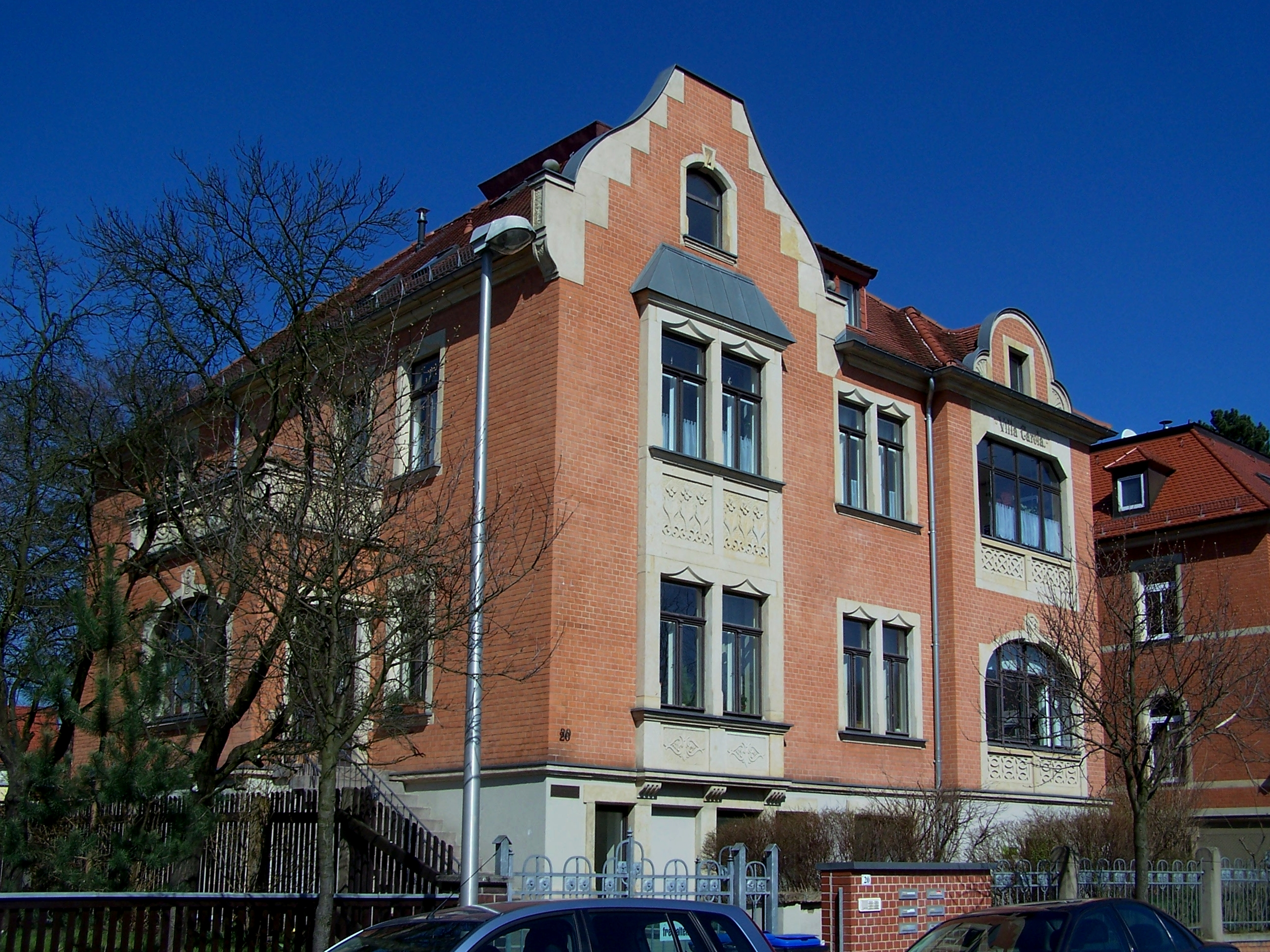
Villa Carola

## Beschreibung
Der Kaditzer Bauunternehmer Wilhelm Krobitzsch beantragte im Oktober 1902 den Bau dieser Mietvilla, deren Entwurf vom Architekten Carl Käfer stammte, der auch die Bauleitung innehatte. Die Bitte um Baurevision erfolgte im August 1903, zeitgleich mit der nebenanliegenden, vom selben Bauunternehmer errichteten, Villa Martha und einen Monat vor der Villa Marie. Das zweigeschossige, mit Einfriedung und Toreinfahrt unter Denkmalschutz stehende Wohnhaus mit Souterraingeschoss (Tiefparterre) und teilweise ausgebautem, abgeplattetem Walmdach hat einen etwa quadratischen Grundriss.
In der Straßenansicht befindet sich links ein geschweifter Giebel, darunter tritt ein flacher, von Konsolen gestützter Sandstein-Erker aus den beiden Hauptgeschossen hervor. Auf der rechten Seite dieser Ansicht steht ein Seitenrisalit mit sandsteingefassten, ornamental verzierten und verglasten Loggien. Über der oberen Loggia findet sich der Hausname. Im Dach darüber steht ein niedriger Welscher Giebel. In der linken Seitenansicht befindet sich der Eingangsvorbau mit Altan sowie einer Freitreppe in das Hochparterre.
Der in Radebeul seltene Backsteinstil des Hauses erfolgt durch rote Blendziegelfassaden mit Sandsteingliederungen, der Gebäudesockel dagegen ist verputzt. Der späthistoristische Bau liegt im Stil zwischen Spätgotik und deutscher Renaissance. Die Einfriedung des Vorgartens dagegen entspricht dem Jugendstil.